# كارلوس ألفارادو لانغ
كارلوس ألفارادو لانغ (بالإسبانية: Carlos Alvarado)‏ هو رسام ونقاش مكسيكي، ولد في 14 يناير 1905 في La Piedad ‏ في المكسيك، وتوفي في 3 سبتمبر 1961 في مدينة مكسيكو في المكسيك.